# Тельцова
Тельцо́ва (рос. Тельцова) — присілок у складі Абатського району Тюменської області, Росія.
Населення — 145 осіб (2010, 187 у 2002).
Національний склад станом на 2002 рік:
- росіяни — 89 %